# Chorużowce
Chorużowce [xɔruˈʐɔft͡sɛ] est un village polonais de la gmina de Nowy Dwór dans le powiat de Sokółka et dans la voïvodie de Podlachie. 
Il se situe à environ 36 kilomètres au nord de Sokółka et à 72 kilomètres au nord de Białystok. Le village compte approximativement 280 habitants.